# Oppeano
Oppeano is een gemeente in de Italiaanse provincie Verona (regio Veneto) en telt 9606 inwoners (31-11-2011). De oppervlakte bedraagt 47,0 km², de bevolkingsdichtheid is 204 inwoners per km².
De volgende frazioni maken deel uit van de gemeente: Cà degli Oppi en Mazzantica e Vallese.

## Demografie
Oppeano telt ongeveer 2996 huishoudens. Het aantal inwoners steeg in de periode 1991-2001 met 7,8% volgens cijfers uit de tienjaarlijkse volkstellingen van ISTAT.
| Jaar | Inwoneraantal |
| ---- | ------------- |
| 1991 | 6971          |
| 2001 | 7514          |
| 2011 | 9606          |

## Geografie
De gemeente ligt op ongeveer 26 m boven zeeniveau.
Oppeano grenst aan de volgende gemeenten: Bovolone, Buttapietra, Isola della Scala, Isola Rizza, Palù, Ronco all'Adige, San Giovanni Lupatoto en Zevio.

## Externe link

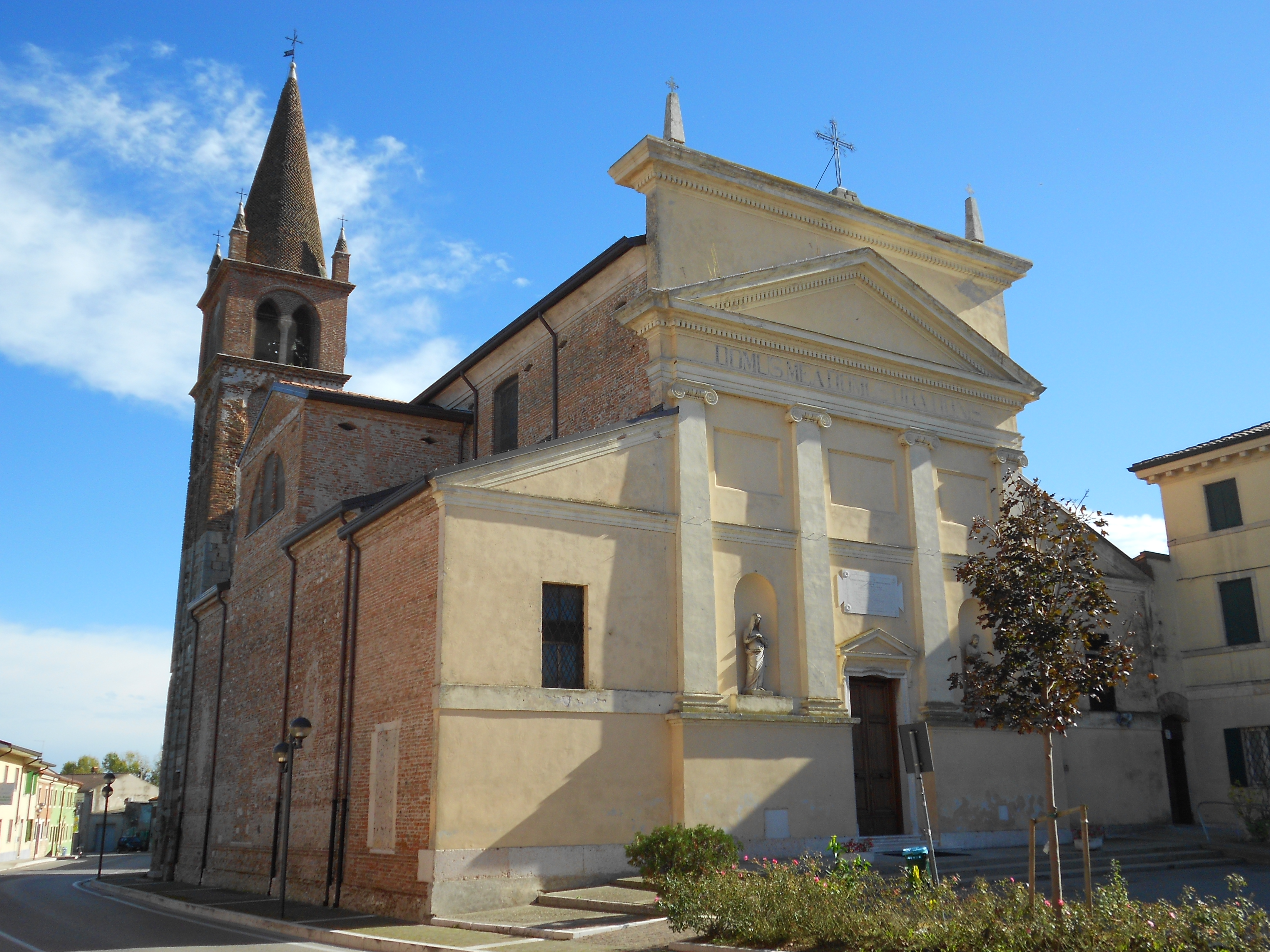
Kerk